# Битва при Едесі (260)
Битва при Едесі сталася у 260 році біля міста Едеси між арміями Римської імперії на чолі з імператором Валер'яном та Державою Сасанідів під командуванням царя Шапура I. Римське військо зазнало нищівної поразки, а Валер'ян став першим римським імператором, що потрапив до ворога у полон, де згодом і загинув. Сучасними науковцями ця битва розглядається як одна з найгірших поразок у Римській історії.

## Передумови
Перед битвою Шапур I кілька разів глибоко проникав на римську територію, завойовуючи і грабуючи Антіохію в Сирії в 253 або 256. Після перемоги над узурпатором Еміліяном і захоплення влади для себе, Валер'ян прибув в східні провінції, так швидко як тільки зміг (254 або 255) і поступово відновлював порядок Незабаром йому довелося протистояти вторгненню готів морем до Малої Азії. Готи розорили Понт і рушили на південь до Каппадокії. Спроба Валер'яна та його армії в Антіохії перехопити їх не вдалася через епідемію Чуми Кипріяна. Поки його армія перебувала в цьому ослабленому стані, Шапур вторгся в північну Месопотамію в 260 році, ймовірно, ранньою весною.

## Битва
У шістдесяті роки старший Валер'ян пройшов на схід до сасанідських кордонів. Згідно з написом Шапура I у Каба-йе Зартошто, Валер'ян зустрів основну перську армію, під командуванням Шапура I, між Каррами та Едесою, з частинами майже в кожній частині Римської імперії разом з германськими союзниками і був розбитий і захоплений разом зі своєю армією.
За даними не дуже достовірних римських джерел, римська армія була розгромлена і обложена перськими силами. Згодом Валер'ян спробував домовитися, але він потрапив у полон; можливо, що його армія здалася після цього. Згідно із заявами Шапура, до ув'язнених входили багато інших високопосадовців, зокрема Префект преторія Суксесіан. Також стверджувалося, що Шапур не дотримався свого слова, захопивши імператора після згоди на перемир'я.

## Наслідки

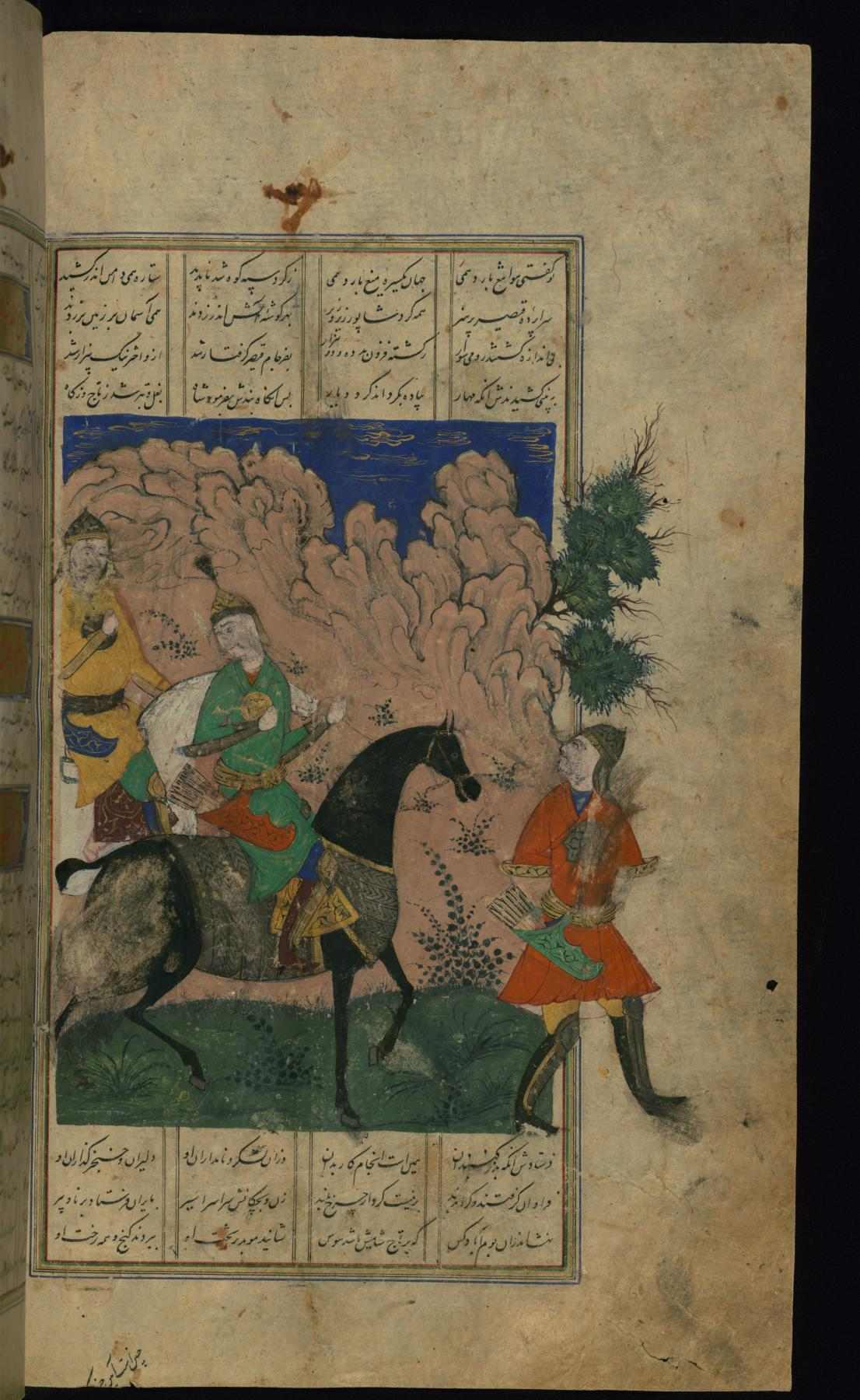
«Шапур захоплює короля Рум», Перський живопис з Шах-наме

Існують різні дані щодо долі Валер'яна після його захоплення в руки Шапура:
Деякі вчені стверджують, що Шапур відправив Валер'яна та частину його армії до міста Бішапур, де вони жили у відносно хороших умовах. Шапур використовував решту солдат у інженерних планах і розробках, оскільки римляни були кваліфікованими торговцями і ремісниками. Band-e Kaisar (гребля Цезаря) — один із залишків римської інженерії, розташований поблизу стародавнього міста Сузи.
За іншим джерелом (Лактанцій), Шапур I принижав Валер'яна, використовуючи колишнього імператора як табурет, піднімаючи на нього свого коня. За повідомленнями Аврелія Віктора, його містили в клітці та принижували задля задоволення перського імператора. Після смерті Валер'яна його тіло нібито було зірвано і набито, залежно від того, з якого рахунку, гною або соломи, щоб створити трофей римського підпорядкування, який зберігався в перському храмі.
Однак є також відомості, які стверджують, що до нього ставилися з повагою, і що звинувачення в катуванні, можливо, були сфабриковані християнськими істориками пізньої античності, щоб показати небезпеку, яка спіткала переслідувачів християн.
Після захоплення Валер'яна, Шапур зайняв місто Кесарія та депортував близько 400 тис. його мешканців до південних провінцій Сасанідської Імперії. Потім він здійснив рейд на Кілікію, але його остаточно відбили римські сили, згуртовані Макріаном, Каллістом і Оденатом.